# Klaus Blasquiz
 (janvier 2017).
Klaus Blasquiz, né le 19 juin 1950 à Paris, est un musicien et journaliste français, également professeur d'arts plastiques. Il est le premier chanteur de Magma.

## Biographie
Sa famille est originaire du pays basque, mais il passe son enfance à Fresnes, en banlieue parisienne.
Musicien autodidacte, il commence à chanter dans des MJC tout en suivant les cours des Arts Appliqués.
Il commence sa carrière de chanteur au sein du groupe Blues Convention, dans lequel joue également Richard Pinhas, et qui se produit notamment au Golf-Drouot. Déçus par l'orientation du groupe, les deux hommes créent alors leur propre formation, Stuff, qui ne survivra pas au départ de Klaus Blasquiz.
Sous le pseudonyme N'Dongo Lumba il participe à la bande originale du film de Jean Yanne Tout le monde il est beau, tout le monde il est gentil (1972) et en interprète deux chansons.

### L'aventure Magma
À l'invitation de Claude Engel, il rencontre Christian Vander, qui vient de former le groupe Magma, en 1969 lors d'une audition au studio de Pathé Marconi, au Pont de Sèvres. Sa prestation impressionne tellement Christian Vander que Blasquiz est intégré un mois plus tard, au détriment du chanteur titulaire Zabu. Son style et sa voix contribuent à l'identité du groupe. Du grave à l'aigu, Blasquiz exprime dans tous les registres la rudesse et la musicalité du Kobaïen. Il est  parfois crédité sur les albums sous son « nom kobaïen » :
Klötsz  Zaspïaahk.

 Excellent technicien du chant, contrôlant parfaitement ses cordes vocales, il est capable de chanter avec une voix extrêmement grave, et d'atteindre des notes hautes.
En plus de son rôle de chanteur, qu'il associe à celui de percussionniste, Klaus Blasquiz illustre quelques pochettes de disques et dessine les idéogrammes de Magma. Il réalisera aussi des bandes dessinées pour le magazine Actuel.
En 1974, alors que le bassiste Jannick Top et quelques autres membres de Magma décident de quitter le groupe, Klaus Blasquiz préfère rester, critiquant les capacités des musiciens en partance.
Il finira par partir en 1980, après la sortie des albums Retrospektïẁ I-II et Retrospektïẁ III  (il n'est pas cité sur la pochette de ce dernier), enregistrés en public pour célébrer les 10 ans de Magma. Il sera remplacé au chant par Guy Khalifa.

### L'après-Magma

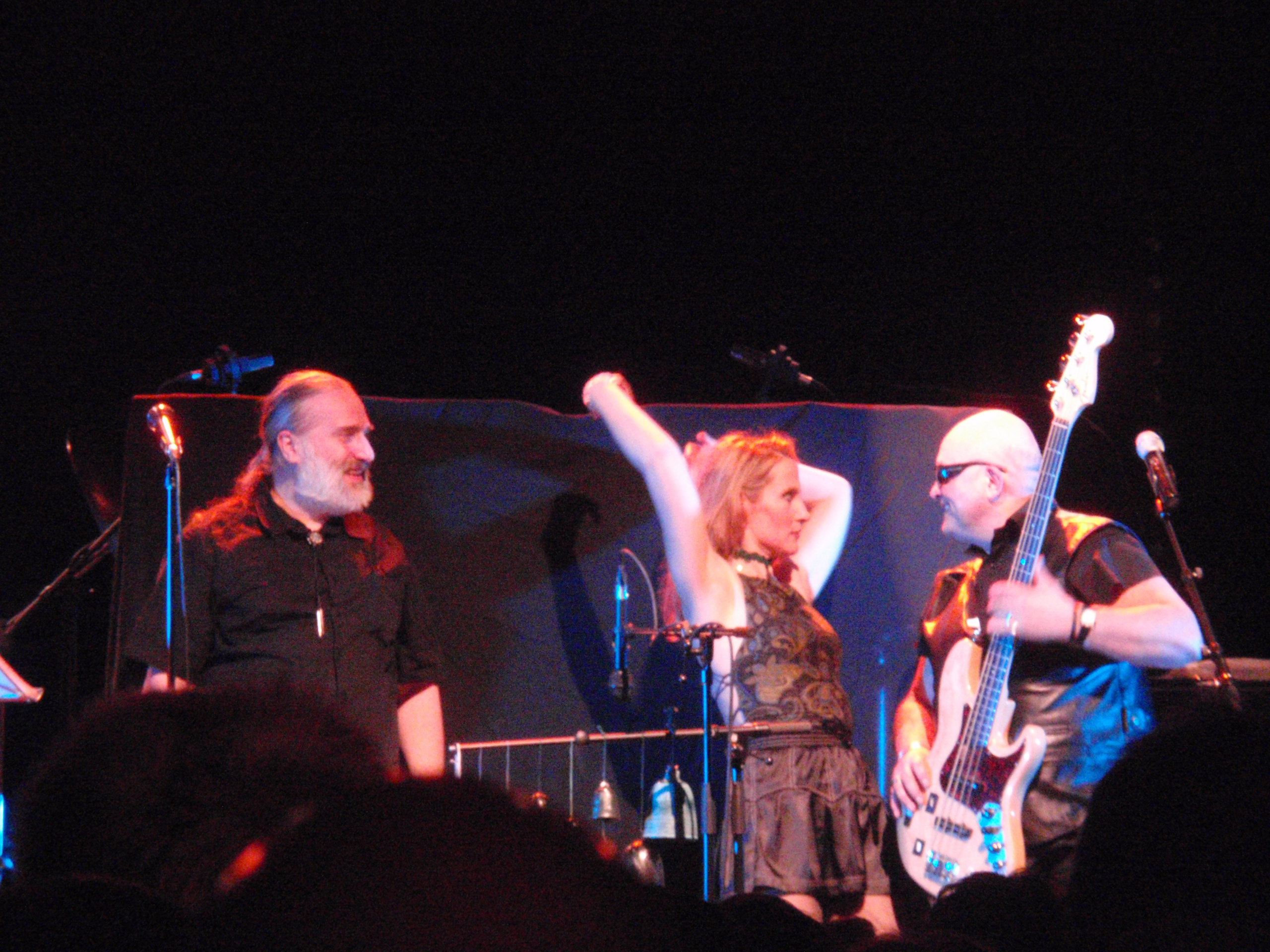
Inferna Machina en 2009 à Nancy.

Dans les années 1980, Klaus Blasquiz participe aux albums de différents groupes et artistes de l'époque : Odeurs (Toujours plus haut, 1980 : No sex!, De l'Amour, 1981), Richard Pinhas, en solo ou avec Heldon. Il rejoint en 1986 Paga Group, la formation de Bernard Paganotti, avec laquelle il enregistre deux albums. Dans un autre registre, il participe aux chœurs de l'album live de Renaud Un Olympia pour moi tout seul et de plusieurs autres albums du chanteur (Marche à l'ombre, Le Retour de Gérard Lambert, Morgane de toi, Mistral gagnant). Il écrit des articles techniques sur les nouveautés du matériel de son dans Rock & Folk, donne des cours de chant et interprète le générique du dessin animé Sharky & Georges, diffusé sur Canal+ en 1990, prêtant sa voix à l'un des personnages de la série.
En 1996, il crée le groupe Maison Klaus, qui a une prédilection pour le R'n'B mâtiné de jazz et de blues, avec le bassiste Laurent Cokelaere, qu'il a connu au sein de la formation Le Grand Blues Band dans les années 1990. Depuis quelque temps, il s'essaie aussi à la musique brésilienne avec le groupe Zum-Zum. Il enregistre en 2006 Doc Reggae fait du vaudou avec Bruno Blum et le dessinateur américain Gilbert Shelton, interprétant le rôle d'un zombie à la voix très grave.
Grand collectionneur d'instruments de musique et de matériel de sonorisation (il installe en 2008 un énorme musée du son à Saint-Denis : sonos, consoles, magnétophones, enceintes, amplificateurs, synthétiseurs, lecteurs de disques divers, platines cassettes, effets de son, etc.), Klaus Blasquiz a réalisé des DVD et écrit plusieurs livres consacrés à l'univers de la musique (sur la basse Fender, une méthode de chant, les luthiers ou Magma). Il est aussi journaliste, collaborant à des magazines de musiciens comme KR Home-Studio (ancien Keyboards), Batteur Magazine, Sonovision et Rimshot. Il lui arrive aussi d'animer des conférences, et il participe à des expositions importantes, comme celle consacrée à John Lennon à la Cité de la Musique de Paris en 2008, pour laquelle il fournit le matériel de son de collection exposé, et plusieurs guitares. Même type de contribution à l'exposition Rock'n'Roll à la fondation Cartier en 2009.

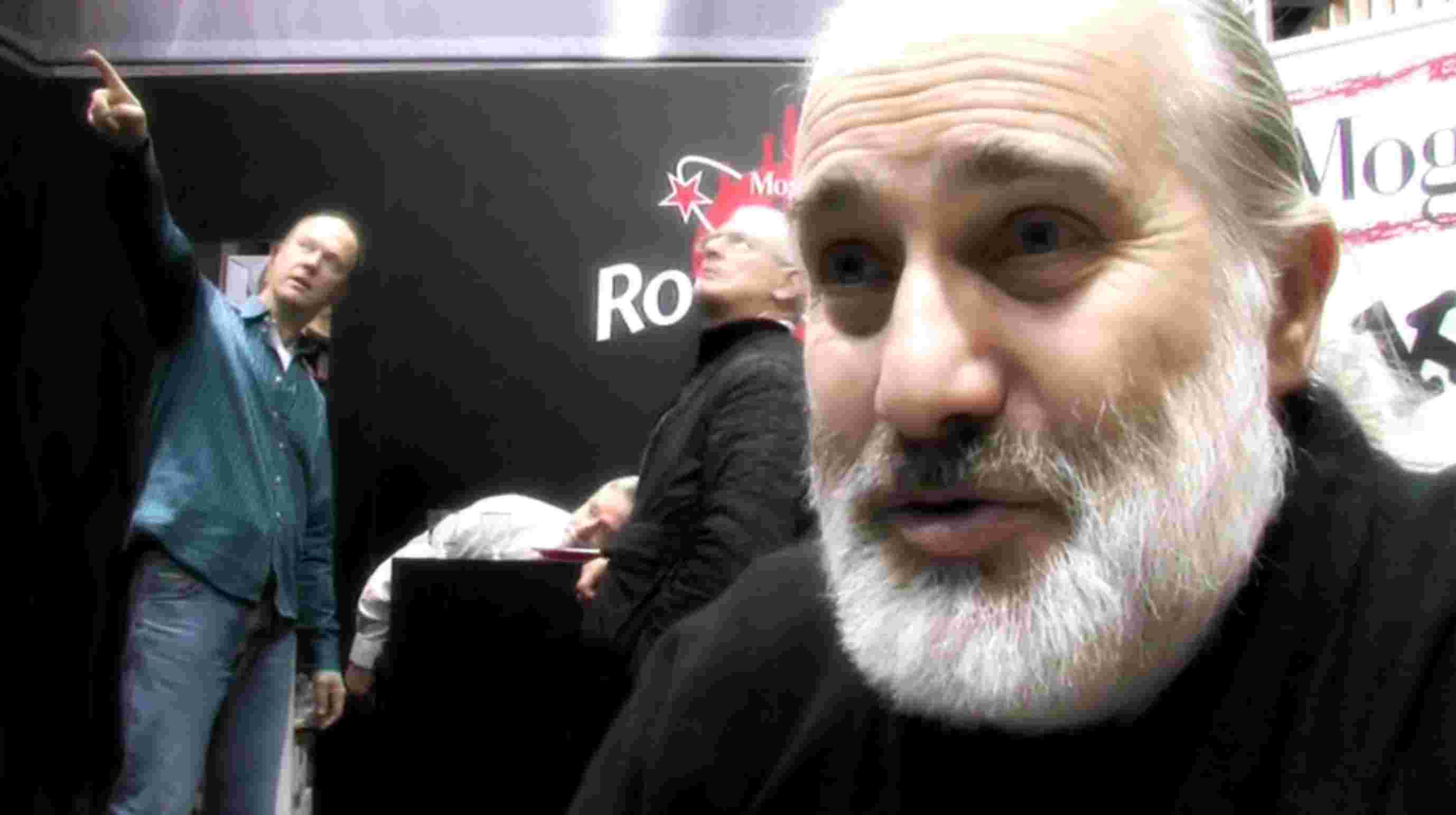
Klaus Blasquiz interviewé au Salon Music&You de La Villette en 2010.

Quand Magma se reforme, d'abord en 1996, puis en 2002, Klaus Blasquiz ne fait plus partie du groupe. Cependant, à partir de 2004, on le voit à quelques concerts interpréter Kobaïa en rappel. En 2005, Magma joue pendant un mois au Club Le Triton pour y interpréter chaque semaine un répertoire différent. À cette occasion, Klaus Blasquiz redevient le chanteur de Magma pour la première semaine, interprétant des morceaux issus des deux premiers albums de Magma (Kobaia et 1001° centigrades), visible sur le DVD Mythes et Légendes : Epok I. On le voit aussi dans la deuxième semaine dans le final de Mekanïk Destruktïw Kommandöh ainsi que sur De Futura aux côtés de Jannick Top (DVD Mythes et Légendes : Epok II) et la quatrième semaine sur Kobaïa (DVD Mythes et Légendes : Epok IV).
En 2008 et 2009, Klaus Blasquiz tourne avec Infernal Machina, le nouveau groupe de Jannick Top. Et il rejoint encore parfois Magma sur scène pour y interpréter Kobaïa en fin de concert.